# Рауль Арнеманн
Рауль Арнеманн (23 січня 1953) — естонський академічний веслувальник.
Бронзовий призер Олімпійських Ігор 1976 року в складі розпашної четвірки без стернового.
Срібний призер Чемпіонату світу 1974 (розпашні четвірки без стернового), 1975 (розпашні четвірки без стернового), 1977 (вісімки) років.